# Francisco Mora
Francisco Mora (ur. 26 sierpnia 1996 roku) – portugalski kierowca wyścigowy.

## Kariera

### Formuła Renault 2.0
Mora rozpoczął karierę w jednomiejscowych samochodach wyścigowych w 2013 roku od startów w Alpejskiej Formule Renault 2.0, gdzie dołączył do stawki z austriacką ekipą Interwetten.com Racing. W tym samym sezonie wystartował także gościnnie z tą samą ekipą w Europejskim Pucharze Formuły Renault 2.0 zastępując Aleksandra Bosaka podczas rundy na Hungaroringu. Jedynie w edycji alpejskiej był zaliczany do klasyfikacji. Z dorobkiem pięciu punktów uplasował się tam na 26 pozycji w klasyfikacji generalnej.

## Statystyki
| Sezon | Seria                                 | Zespół                 | Wyścigi | Zwycięstwa | PP | NO | Podium | Punkty | Pozycja |
| ----- | ------------------------------------- | ---------------------- | ------- | ---------- | -- | -- | ------ | ------ | ------- |
| 2013  | Alpejska Formuła Renault 2.0          | Interwetten.com Racing | 14      | 0          | 0  | 0  | 0      | 5      | 26      |
| 2013  | Europejski Puchar Formuły Renault 2.0 | Interwetten.com Racing | 2       | 0          | 0  | 0  | 0      | 0      | NS†     |

† – Mora nie był zaliczany do klasyfikacji